# Girugamesh
Girugamesh (ギルガメッシュ Girugamesshu?) fue una banda japonesa de Metal Alternativo, formada en 2003. Su principal influencia es el estilo Visual Kei. El nombre de la banda se deriva del antiguo rey "Gilgamesh", y es a veces con una composición tipográfica de metal diéresis como girugämesh.

## Historia
2003-2006: Formación
Formada en 2003 en Chiba, Shuu y Nii habían sido amigos desde la escuela primaria, la primera encarnación de la banda hizo su primera actuación, mientras que los miembros estaban todavía en esta. Girugamesh comenzó a dar conciertos con su actual línea de 2004, hasta que se firmaron al sello discográfico Gaina-Japón. Su primer sencillo "Kaisen Sengen" se clasificó como el #10 en las listas Oricon Indie. En 2005, Girugamesh se embarcó en una gira a nivel nacional, tras lo cual lanzaron su primer DVD en vivo, con imágenes de la gira, y después de viajar más, dado a conocer una PE, Goku - Shohankei Enban.
En 2007, Girugamesh fue firmado a la etiqueta europea Gan-Shin. La banda entonces formaba parte de una banda de 9-japan en el festival de rock de Los Ángeles, California, llamado "J-Rock Revolución". Formaban parte de la segunda noche, junto con Merry, D'espairsRay, y MUCC. Todo el tiempo del J-Rock Revolución, el desempeño de algunas de las bandas de material publicado en el iTunes Store, incluyendo Girugamesh. A este respecto, Ryo ha comentado que "si realmente te gusta la banda después de que la primera escucha, te vas a comprar el CD original."

2007-presente: Girugamesh y éxito internacional
En el verano de 2007, publicó un Girugamesh PE titulado "Reason of Crying", y en diciembre lanzó su álbum epónimo, Girugamesh.
En 2008, en apoyo de Girugamesh, la banda de gira en Japón y de Europa, [9] en virtud del título de la gira "Stupid Tour'08". El japonés había Girugamesh pierna realizando en todo el Japón, y más tarde en enero, la banda gira por Europa por primera vez, la visita a Alemania, Francia, el Reino Unido, Suecia y Finlandia. Después de su gira europea, la continuación de Girugamesh "Stupid Tour'08" en Japón. En marzo, Girugamesh volvió a visitar los lugares de gira por todo Japón incluyendo Okinawa.
Tras una actuación en Wacken Open Air, un apoyo para la gira Girugamesh ocurrirá, titulado "Shining Tour'08". La primera perdurará a través de actuaciones de julio, visitando Osaka y Nagoya, con un rendimiento final en agosto en la Liquidroom en Tokio. Conciertos en julio contará con los condimentos, incluyendo Gelugugu, Tr. Dan, Sel'm, Dogma, y Deathgaze, mientras que el recorrido final se presenta un rendimiento de un solo hombre, con sólo Girugamesh.
En julio de 2008, una versión en inglés de su sitio web se ha activado, poco después de esto, la banda anunció que pondría en libertad a su álbum debut en América, Girugamesh se venden exclusivamente a través de Hot Topic.
La banda del tercer álbum de larga duración, titulado "Music", fue lanzado el 5 de noviembre de 2008. Después de una larga gira por Japón en el primer trimestre de 2009, la banda hizo su segunda aparición en los Estados Unidos, se presentó en la convención SakuraCon en Seattle, Washington.
El 5 de agosto salió a la venta un sencillo titulado "Border" con dos canciones y una edición limitada con el pv de la canción.
El 7 de octubre del año 2009 salió a la venta su sencillo "Crying Rain" con tres canciones, y una edición limitada que contiene el Making of del PV.
En diciembre llegaran con un nuevo álbum, según comentarios del vocalista, serán canciones nuevas y ya existentes recopiladas al disco.
El 7 de julio del 2010 lanzaron un sencillo llamado "Color" (edición regular y limitada) la edición "color" regular contiene a color, sunrise y flower; mientras que la edición limitada que contiene a "color" y "sunrise", además contiene un documental de su TOUR 2010 This is “NOW” Después lanzaron un sencillo "PV" llamado "Inochi no ki" con el cual se dieron una pausa.
El 4 de julio del 2012 avisaron mediante su web que iban a lanzar un nuevo sencillo llamado "Zecchou Bang". Después el 26 de septiembre lanzaron su último PV llamado "Zantetsuken" con pv, con el cual cerrarían su hasta ahora último álbum GO.
En julio del 2013 anunciaba la banda que tocarían en Shibuya-AX donde las mismas personas sean sus críticos con la entrada totalmente gratuita, después de lo sucedido anunciaba su siguiente álbum llamado "MONSTER" que saldría para en otoño del 2013 (obviamente en tiempo japonés). al mismo tiempo anunciaron un nuevo sencillo "INCOMPLETE" con el cual empezaría el nuevo álbum.

## Meme
En el año 2009 proliferó por internet el meme GIRUGAMESH! donde un joven de aproximadamente 17 años aparecía en una propaganda de Sakura gritando dicha palabra.

## Separación
La banda anunció el 2 de mayo de 2016 en su página de Facebook, que se separarían después de su concierto en el show final de Zeed DiverCity el 10 de julio del mismo año. Aunque no especificaron las razones agradecieron a todos sus fanes por acompañarlos durante tantos años.

## Miembros
- 1. Satoshi (左迅) - Voz, letrista

- 2. Nii (弐) - Guitarra

- 3. Shuu (愁) - Bass guitar

- 4. Яyo (亮) - Batería, principal compositor

Antiguos miembros
- - Cyrien - voz (2003, ahora con Sel'm)

- - Hotaru - guitarra (2003-2004)

## Discografía

### Álbumes & EP
- Goku -Shohan Gata Enban- (EP) (25 / mayo / 2005)

- 13's Reborn (27 / septiembre / 2006)

- Reason of Crying (EP) (18 / julio / 2007)

- Girugamesh (26 / diciembre / 2007)

- Music (5 / noviembre / 2008)

- Now (16 / diciembre / 2009)

- Go (26 / enero / 2011)

- Monster (27 / noviembre /2013)

- Live Best (26 / marzo / 2014)

- Gravitation (EP) (24 / septiembre / 2014)

- Chimera (EP) (20 / enero / 2016)

### Sencillos
- "Jelato" (3 de agosto de 2004)

- "Kaisen Sengen -Kikaku Kata Enban-" (15 de agosto de 2004)

- "Mikongyaku" (24 de agosto de 2004)

- "Kuukyo no Utsuwa -Kyosaku Kata Enban-" (25 de diciembre de 2004)

- "Kosaki Uta -Kaijou Kata Enban-" (8 de febrero de 2005)

- "Senyuu Kyoutou Uta" (20 de abril de 2005)

- "Kyozetsusareta Tsukue -Tandoku Kata Enban-" (17 de junio de 2005)

- "Fukai no Yami -Mayosake Kata Enban-"(14 de septiembre de 2005)

- "Honnou Kaihou -Kakusei Kata Enban-" (30 de noviembre de 2005)

- "Risei Kairan -Ranchou Kata Enban-" (30 de noviembre de 2005)

- "Rei -Zero- -Mukei Kata Enban-" (5 de abril de 2006)

- "Omae ni Sasageru Minikui Koe" (12 de abril de 2006)

- "Volcano" (14 de marzo de 2007)

- "Alive" (10 de junio de 2009)

- "Border" (5 de agosto de 2009)

- "Crying Rain" (7 de octubre de 2009)

- "Color" (7 de julio de 2010)

- "Inochi No Ki" (6 de octubre de 2010)

- "Pray" (6 de abril de 2011)

- "Zecchou BANG" (4 de julio de 2012)

- "Zantetsuken" (26 de septiembre de 2012)

- "Incomplete" (11 de septiembre de 2013)

### Demos
- "Dekiai -Shisaku Kata Enban-" (2003)

- "Stupid -Kyoku Kata Enban-" (live distribution, 2007)

### DVD
- "Volcano" (14 de marzo de 2007)

- "Crazy Crazy Crazy" (3 de junio de 2009)

- "Gaisen-Kouen"CHIBA"" (22 de febrero de 2012)